# Аммербух
Аммербух (нем. Ammerbuch) — община в Германии, в земле Баден-Вюртемберг.
Подчиняется административному округу Тюбинген. Входит в состав района Тюбинген. Население составляет 11 533 человека (на 31 декабря 2010 года). Занимает площадь 49,99 км².
Коммуна подразделяется на 6 сельских округов.

## Соседние общины
Следующие города и поселки, граничащие с муниципалитетом Аммербух, расположены по часовой стрелке, начиная с севера и являются частью района Тюбинген или Беблинген: Херренберг, Альтдорф, Тюбинген, Роттенбург-ам-Неккар и Гойфельден.